# カール・シュエレブ
カール・R・シュエレブ（マルタ語: Karl R. Xuereb）は、マルタの会計士、独立経営コンサルタント、元銀行員、元外交官。バレッタ銀行（BOV）など金融業界を渡り歩いた後、外交官に転身して、北京常駐の在中華人民共和国大使兼非常駐の駐日大使、在大韓民国大使、在朝鮮民主主義人民共和国大使、在パキスタン高等弁務官、次いでベルリン常駐の在ドイツ大使を務めた。

## 学歴
- セント・エドワーズ大学（英語版）[2]
- セント・アロイシャス大学（英語版）[2]
- デ・ラ・サール大学（英語版）[2]
- リヴァプール・ジョン・ムーア大学[2]
- 英国勅許公認会計士協会[2]
- ウォーリック・ビジネス・スクール[2]

## 経歴

### 金融業
1993年から1998年にかけて、バレッタ銀行（BOV）戦略企画部次長。
1998年から1999年にかけて、中央地中海銀行（英語: Mid-Med Bank、現・HSBC銀行マルタ）欧州ビジネス部長。
2000年から2002年にかけて、フォーラム・マルタ・ファンドマネジメント（英語: Forum Malta Fund Management）常務取締役兼最高経営責任者（CEO）。
2002年から2005年にかけて、クレディットインフォ・マルタ（英語: Creditinfo Malta）常務取締役。

### 外交官
クレディットインフォ・マルタ退社後、外務・欧州省に入省して外交官に転身。
2006年3月から2010年6月にかけて、北京常駐の在中華人民共和国大使兼非常駐の駐日大使、在大韓民国大使、在朝鮮民主主義人民共和国大使、在パキスタン高等弁務官。
2006年6月28日、北京の人民大会堂で胡錦涛国家主席に信任状を捧呈した。
2009年3月19日、駐日大使として東京を訪問し、皇居で信任状を捧呈した。形式上は、後任のアンドレ・スピテリ大使が信任状を捧呈する2014年7月8日までシュエレブが駐日大使であった。
2010年7月、ベルリン常駐の在ドイツ大使を拝命。同年8月3日、クリスティアン・ヴルフ大統領に信任状を捧呈して、2013年7月まで在ドイツ大使を務めた。

### 退官後
退官後、シュエレブは再び金融業界に戻る。彼は様々な金融機関で要職を歴任した後、2017年3月に独立して経営コンサルタントを務めている。